# Warunek Couranta-Friedrichsa-Lewy’ego

Stabilność rozwiązania równania z warunkiem początkowym i brzegowym dla różnych kroków czasowych.

Warunek Couranta-Friedrichsa-Lewy’ego (warunek CFL) – matematyczny warunek zbieżności numerycznych metod rozwiązywania pewnych równań różniczkowych cząstkowych (zwłaszcza równań hiperbolicznych). Pojawia się przy analizie stabilności jawnych metod numerycznych dla zagadnień zależnych od czasu (lub równoważnych im).
Warunek CFL głosi, że długość kroku czasowego używanego w przybliżeniu numerycznym równania różniczkowego nie może przekroczyć pewnej wielkości granicznej, gdyż w przeciwnym wypadku metoda numeryczna straci stabilność, a uzyskane za jej pomocą rozwiązanie będzie diametralnie odbiegać od rozwiązania rzeczywistego.
Nazwa warunku pochodzi od nazwisk trzech niemieckich matematyków: Richarda Couranta, Kurta Friedrichsa i Hansa Lewy’ego, którzy wyprowadzili go w 1928 r.

## Definicja
Warunek CFL zwykle dotyczy równań różniczkowych z członem adwekcyjnym opisującym propagację fal, np. równania adwekcji, równania Burgersa, równania Naviera-Stokesa.
W przypadku jednowymiarowym, warunek CFL wyraża się wzorem
{\displaystyle {\frac {u\cdot \Delta t}{\Delta x}}\leqslant C,}
gdzie:
{\displaystyle u} – (maksymalna) prędkość fali (L/T),
{\displaystyle \Delta t} – numeryczny krok czasowy (T),
{\displaystyle \Delta x} – wartość stałej sieci w modelu numerycznym (L),
a wartość stałej {\displaystyle C} zależy od postaci rozwiązywanego równania oraz zastosowanego modelu numerycznego, nie zależy zaś od {\displaystyle \Delta t} ani {\displaystyle \Delta x.} W bardzo wielu zastosowaniach praktycznych {\displaystyle C=1.}
W przypadku dwuwymiarowym warunek CFL przyjmuje postać
{\displaystyle {\frac {u_{x}\cdot \Delta t}{\Delta x}}+{\frac {u_{y}\cdot \Delta t}{\Delta y}}\leqslant C.}

## Znaczenie fizyczne
Fizyczne znaczenie warunku CFL można przedstawić następująco. Jeżeli oryginalne równanie różniczkowe opisuje propagację fali, to w modelu numerycznym, w którym przestrzeń ciągłą przybliżono dyskretną siatką punktów, fala musi przechodzić pomiędzy sąsiednimi punktami siatki w czasie nie dłuższym niż czas potrzebny rzeczywistej fali na pokonanie tej samej odległości:
{\displaystyle \Delta t\leqslant \Delta x/u_{\max }.}
Stąd wniosek, że wraz ze zmniejszaniem odległości między punktami siatki obliczeniowej redukcji ulega też maksymalna wartość kroku czasowego używanego w symulacji. Warunek CFL oznacza, że tzw. obszar zależności rozwiązania numerycznego musi zawierać cały obszar zależności rozwiązania analitycznego, gdyż tylko wtedy algorytm numeryczny ma dostęp do wszystkich danych niezbędnych do wyznaczenia poprawnego rozwiązania zagadnienia analitycznego. Z warunku CFL wynika, że każdej próbie zmniejszenia błędu obcięcia modelu numerycznego poprzez zagęszczenie siatki obliczeniowej powinno towarzyszyć odpowiednie zmniejszenie kroku czasowego, co dodatkowo zwiększa czasochłonność obliczeń.

## Liczba Couranta
Bezwymiarowy parametr
{\displaystyle \nu ={\frac {u\cdot \Delta t}{\Delta x}}}
zwany jest liczbą Couranta.
W przypadku trójwymiarowym liczba Couranta zdefiniowana jest wzorem
{\displaystyle \nu ={\frac {u_{x}\cdot \Delta t}{\Delta x}}+{\frac {u_{y}\cdot \Delta t}{\Delta y}}+{\frac {u_{z}\cdot \Delta t}{\Delta z}}.}